# Sílvio Manuel Pereira
Sílvio Azevedo (Lisboa, Portugal, 28 de septiembre de 1987) es un futbolista portugués. Juega de defensa en la U. D. Vilafranquense de la Segunda División de Portugal.
Debutó en la Primeira Liga de la mano de Rio Ave. De allí pasó al Sporting de Braga, donde sus actuaciones le hicieron debutar con la selección portuguesa en 2010 y a fichar por el Atlético de Madrid en 2011, con quien se proclamó campeón en 2012 de la Liga Europa y de la Supercopa de Europa. Desde 2013 hasta 2016 jugó cedido en el S. L. Benfica, con el que consiguió la Liga y la Copa de la Liga en 2014 y 2015 y la Copa de Portugal en 2014.

## Trayectoria

### Inicios
Jugador formado en las categorías inferiores del S. L. Benfica, en 2006 fichó por el Atlético do Cacém, en 2007 fue transferido al Odivelas F. C. y en 2008 dio el salto a profesional pasando al Rio Ave F. C. en la Primeira Liga.

### S. C. Braga
Tras dos temporadas en el Rio Ave, en 2010 firmó un contrato con el S. C. Braga. Su equipo alcanzó la final de la Liga Europa de la UEFA 2010-11 el 18 de mayo en Dublín, donde cayó derrotado ante el F. C. Oporto disputando todo el encuentro.

### Atlético de Madrid

#### Pubalgia
En el verano del año 2011 fichó por el Club Atlético de Madrid y el 28 de julio debutó con la camiseta rojiblanca en el partido de ida de la tercera ronda de clasificación de la Liga Europa, finalizando el partido con una victoria por dos a uno. El 28 de agosto debutó en la Primera División de España en el empate a cero ante el Osasuna.
Pese a que comenzó la temporada con el club madrileño como titular las constantes lesiones que sufrió le hicieron no poder mantener un ritmo constante y perder el puesto frente al reconvertido lateral Juanfran. A nivel general, el 9 de mayo de 2012 ganó su primer título al proclamarse campeón de la Liga Europa en Bucarest ganando el Atlético de Madrid la final por tres a cero al Athletic de Bilbao. Apenas pudo disputar cinco partidos, principalmente en la primera parte de la temporada antes de las lesiones.
Tras ser campeón de la Europa League, el 31 de agosto de 2012 el Atlético de Madrid se enfrentó al Chelsea F. C., campeón de la Liga de Campeones, en la disputa de la Supercopa de Europa. Aunque no disputó la final, se proclamó campeón de la Supercopa al vencer por cuatro goles a uno.

#### Deportivo de La Coruña
El 2 de enero de 2013, en el mercado de invierno, tras no disputar muchos partidos en la primera mitad de la temporada, fue cedido al Deportivo de La Coruña donde debutó el 13 de enero en el empate a uno ante la Real Sociedad. Entró al campo en el minuto 66 en sustitución de André Santos.
El 15 de marzo de 2013 anotó su primer gol con el Deportivo en el derbi gallego contra el Celta de Vigo en un disparo desde 35 metros. Sus actuaciones en los diecisiete partidos que disputó y sus dos goles anotados no fueron suficientes para evitar que el Deportivo descendiera. El club coruñés acabó la temporada penúltimo confirmándose así su descenso a la Segunda División.

#### Benfica
El 10 de julio de 2013 se anunció que retornaría al S. L. Benfica portugués en calidad de cedido durante una temporada. Debutó con los águilas el 19 de octubre en un partido de copa frente al Cinfães. En ese partido el Benfica ganó cero a uno clasificándose para la siguiente ronda.
El 10 de abril de 2014 sufrió una grave lesión en el partido de la Liga Europa ante el AZ Alkmaar que le mantuvo de baja varios meses. Debido a esta lesión no pudo participar en los partidos claves para la consecución de la Liga, la Copa de la Liga y la Copa de Portugal que el Benfica consiguió en esos meses. Tampoco pudo disputar la final de la Liga Europa ante el Sevilla F. C., aunque en esta competición el club portugués fue derrotado en la tanda de penaltis.
Pese a estar lesionado, el S. L. Benfica renovó la cesión una temporada más de forma que realizara la recuperación en Portugal. Una vez estuvo recuperado, participó en algunos partidos de liga y copa, aunque sus participaciones fueron meramente testimoniales. Durante la temporada 2014-15 el Benfica volvió a proclamarse campeón de la Liga y de la Copa de la Liga consiguiendo dos nuevos títulos en su palmarés.
En la temporada 2015-16, de nuevo, el destino fue el Benfica en el que pasó cedido su último año de contrato con el Atlético de Madrid.
Wolverhampton Wanderers Football Club.
El 31 de julio de 2016 firmó por un año por el club inglés Wolverhampton Wanderers Football Club.

## Selección nacional
Debutó con la selección de fútbol de Portugal el 7 de septiembre de 2010, en un partido en el que Portugal cayó por 1-0 ante Noruega.

## Estadísticas

### Clubes
- Actualizado el 30 de diciembre de 2015:[7]

| Club | Div           | Temporada     | Liga  | Liga  | Copas nacionales(1) | Copas nacionales(1) | Torneos internacionales(2) | Torneos internacionales(2) | Total | Total | Media goleadora(3) |
| Club | Div           | Temporada     | Part. | Goles | Part.               | Goles               | Part.                      | Goles                      | Part. | Goles | Media goleadora(3) |
| --- | ------------- | ------------- | ----- | ----- | ------------------- | ------------------- | -------------------------- | -------------------------- | ----- | ----- | ------------------ |
| Rio Ave F. C. Portugal |               |               |       |       |                     |                     |                            |                            |       |       |                    |
| 1.ª | 2008-09       | 18            | 0     | 2     | 0                   | -                   | -                          | 20                         | 0     | 0     |                    |
| 1.ª | 2009-10       | 27            | 0     | 10    | 0                   | -                   | -                          | 37                         | 0     | 0     |                    |
| Total club | Total club    | 45            | 0     | 12    | 0                   | -                   | -                          | 57                         | 0     | 0     |                    |
| S. C. Braga Portugal |               |               |       |       |                     |                     |                            |                            |       |       |                    |
| 1.ª | 2010-11       | 20            | 1     | 1     | 0                   | 14                  | 0                          | 35                         | 1     | 0,03  |                    |
| Total club | Total club    | 20            | 1     | 1     | 0                   | 14                  | 0                          | 35                         | 1     | 0,03  |                    |
| Atlético de Madrid · España |               |               |       |       |                     |                     |                            |                            |       |       |                    |
| 1.ª | 2011-12       | 9             | 0     | 0     | 0                   | 5                   | 0                          | 14                         | 0     | 0     |                    |
| 1.ª | 2012-13       | 1             | 0     | 2     | 0                   | 4                   | 0                          | 7                          | 0     | 0     |                    |
| Total club | Total club    | 10            | 0     | 2     | 0                   | 9                   | 0                          | 21                         | 0     | 0     |                    |
| R. C. Deportivo de La Coruña · España |               |               |       |       |                     |                     |                            |                            |       |       |                    |
| 1.ª | 2012-13       | 17            | 2     | -     | -                   | -                   | -                          | 17                         | 2     | 0,12  |                    |
| Total club | Total club    | 17            | 2     | -     | -                   | -                   | -                          | 17                         | 2     | 0,12  |                    |
| S. L. Benfica Portugal |               |               |       |       |                     |                     |                            |                            |       |       |                    |
| 1.ª | 2013-14       | 8             | 0     | 6     | 0                   | 6                   | 0                          | 20                         | 0     | 0     |                    |
| 1.ª | 2014-15       | 1             | 0     | 3     | 0                   | 0                   | 0                          | 4                          | 0     | 0     |                    |
| 1.ª | 2015-16       | 4             | 0     | 6     | 0                   | 3                   | 0                          | 13                         | 0     | 0     |                    |
| Total club | Total club    | 13            | 0     | 15    | 0                   | 9                   | 0                          | 37                         | 0     | 0     |                    |
| Wolverhampton Wanderers Inglaterra |               |               |       |       |                     |                     |                            |                            |       |       |                    |
| 1.ª | 2016-17       | -             | -     | -     | -                   | -                   | -                          |                            |       |       |                    |
| Total club | Total club    | -             | -     | -     | -                   | -                   | -                          | -                          | -     | -     |                    |
| Total carrera | Total carrera | Total carrera | 105   | 3     | 30                  | 0                   | 32                         | 0                          | 167   | 3     | 0,02               |
| (1) Incluye datos de Copa de Portugal (2008-11) y (2013-16); Copa del Rey (2012-13); Copa de la Liga (2013-16); Supercopa de Portugal (2015). (2) Incluye datos de Liga de Campeones (2010-11) y (2013-16); Europa League (2010-14). |               |               |       |       |                     |                     |                            |                            |       |       |                    |

## Palmarés

### Títulos nacionales
| Título                      | Club          | País     | Año  |
| --------------------------- | ------------- | -------- | ---- |
| Primeira Liga               | S. L. Benfica | Portugal | 2014 |
| Copa de la Liga de Portugal | S. L. Benfica | Portugal | 2014 |
| Copa de Portugal            | S. L. Benfica | Portugal | 2014 |
| Primeira Liga               | S. L. Benfica | Portugal | 2015 |
| Copa de la Liga de Portugal | S. L. Benfica | Portugal | 2015 |
| Primeira Liga               | S. L. Benfica | Portugal | 2016 |
| Copa de la Liga de Portugal | S. L. Benfica | Portugal | 2016 |

### Títulos internacionales
| Título                 | Club            | País    | Año  |
| ---------------------- | --------------- | ------- | ---- |
| Liga Europa de la UEFA | Atlético Madrid | Rumania | 2012 |
| Supercopa de Europa    | Atlético Madrid | Mónaco  | 2012 |